# Mainxe-Gondeville
Mainxe-Gondeville é uma comuna francesa na região administrativa da Nova Aquitânia, no departamento de Charente. Estende-se por uma área de 15.56 km². Em 2010 a comuna tinha 1 186 habitantes (densidade: 76,2 hab./km²).
Foi criada em 1 de janeiro de 2019, a partir da fusão das antigas comunas de Gondeville (sede da comuna) e Mainxe.